# Stictonaclia reducta
Stictonaclia reducta är en fjärilsart som beskrevs av Paul Mabille 1878. Stictonaclia reducta ingår i släktet Stictonaclia och familjen björnspinnare. Inga underarter finns listade i Catalogue of Life.